# Tracker S-2FT
Pour les articles homonymes, voir Tracker.
Dimensions
Le Tracker S-2FT, également appelé TurboFIRECAT, est un avion bombardier d'eau. 
Il s'agit d'une version dérivée de l'appareil de lutte anti-sous-marine Grumman S-2 Tracker, construit à l'origine pour l'US Navy dont le 1er vol remonte à décembre 1952.
Après leur retrait du service actif en 1976, des appareils déclassés furent rachetés par l'État de Californie pour être convertis en avion de lutte contre les incendies. La transformation est réalisée par la société canadienne Conair Aviation (en). C'est cette dernière qui affrétait les Tracker de la sécurité civile française, basés à Marignane jusque 2017 puis à Nimes. Ils étaient déployable sur toute la France via les pélicandromes (adaptés à l'armement de retardant) avec par exemple l'installation temporaire de l’aérodrome de Vannes-Meucon inaugurée en 2016.
C'est un bimoteur à aile haute, doté d'un train d'atterrissage tricycle. Les ailes sont repliables au sol (spécifique au rangement sur porte avion). Il est piloté par une personne qui peut être assistée d'un copilote qui dispose des mêmes commandes de vol que le pilote. Adapté aux portes avions de l'US Navy, il se satisfait de pistes courtes non adaptées aux Dash8 ce qui a valu la désaffectation de certains pélicandromes.
En France, les pilotes de Tracker sont d’anciens pilotes de chasse provenant soit de l’aéronautique navale soit de l’armée de l’air. En général, les missions du Tracker s’effectuent à deux appareils en simultané. Ils sont déployés en général en première intervention lors des départs de feu, le largage de retardant et leur rapidité d'action aidant à la lutte de premier niveau, avant une éventuelle intervention de Canadair sur des sinistres plus étendus.
Les Trackers ont été remplacés progressivement par les Dash 8 dès 2005 et complètement retirés de la flotte de la Sécurité civile depuis le 13 février 2020.

## Caractéristiques

### Motorisation

#### Firecat
Version reprenant les moteurs en étoile Wright R-1820 montés à l'origine sur les Grumman Tracker.

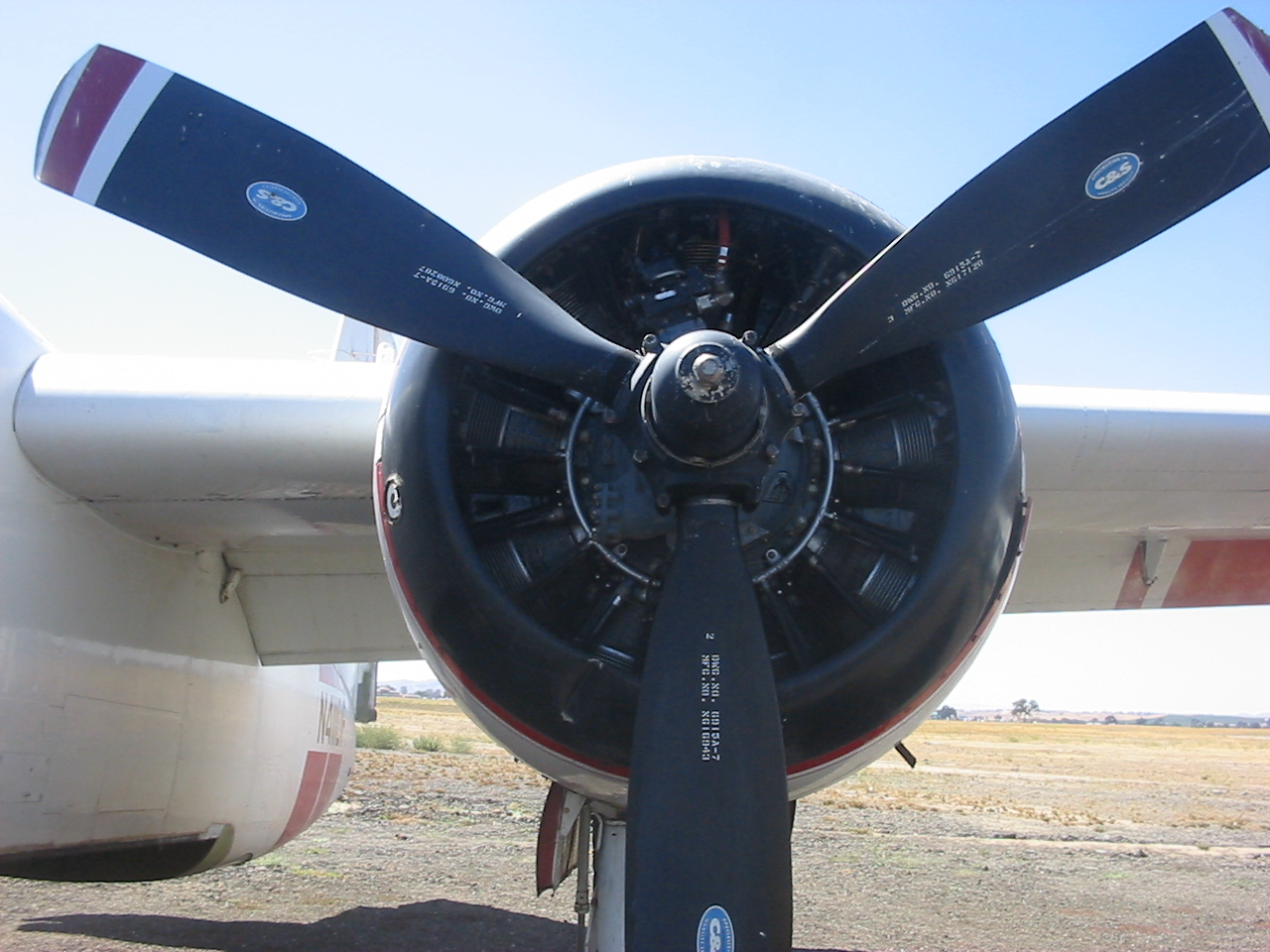
Moteur en étoile sur un Tracker.

#### Turbo Firecat
À partir de 1988, Conair propose une version remotorisée avec deux turbopropulseurs Pratt & Whitney Canada PT6A-67AF à turbine libre, doté d'inversion de pas d'hélice, et développant 1 424 shp (1 509 eshp) jusqu'à ISA + 31 °C.

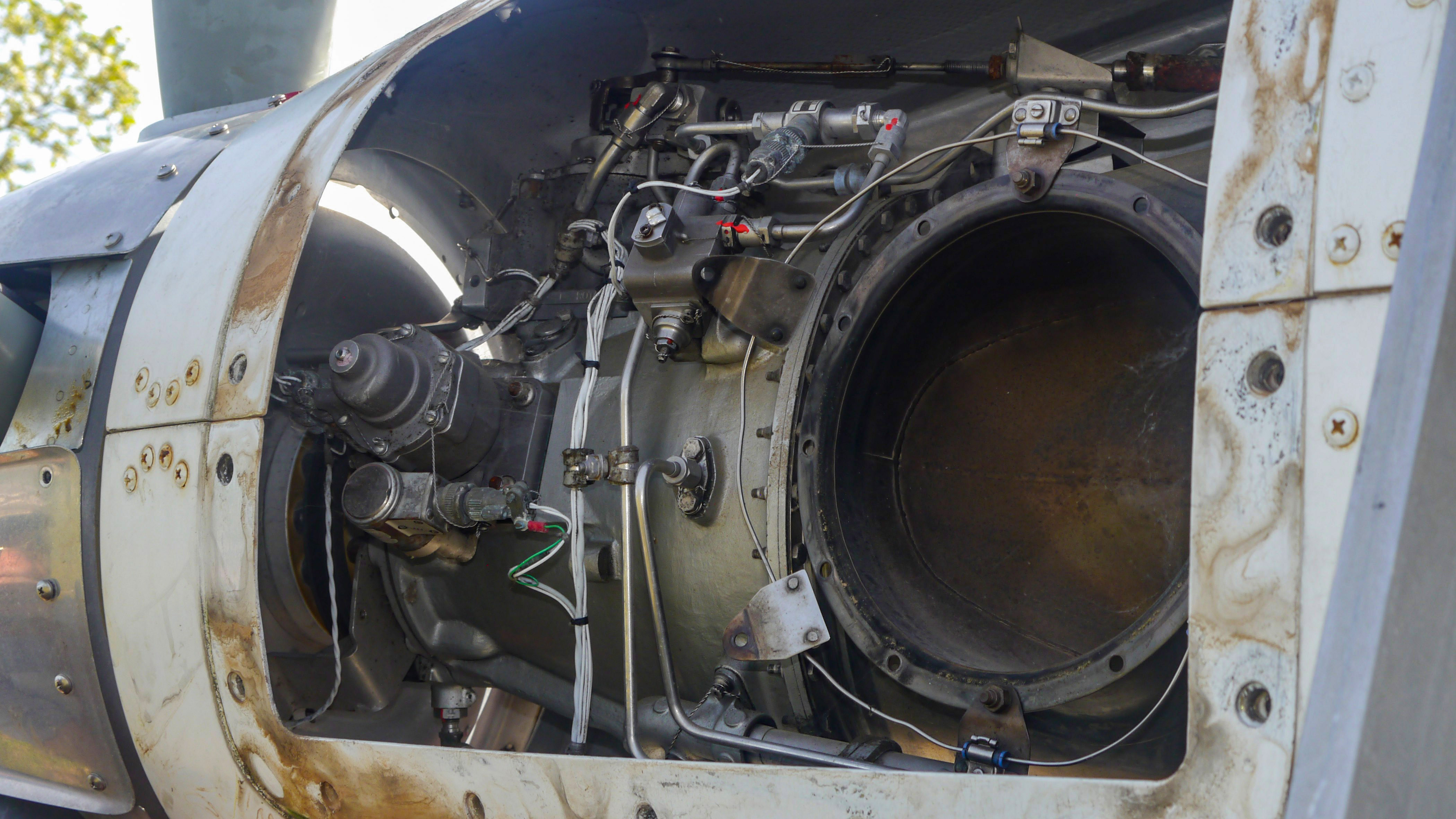
Partie réducteur du moteur PT6 avant l'hélice.
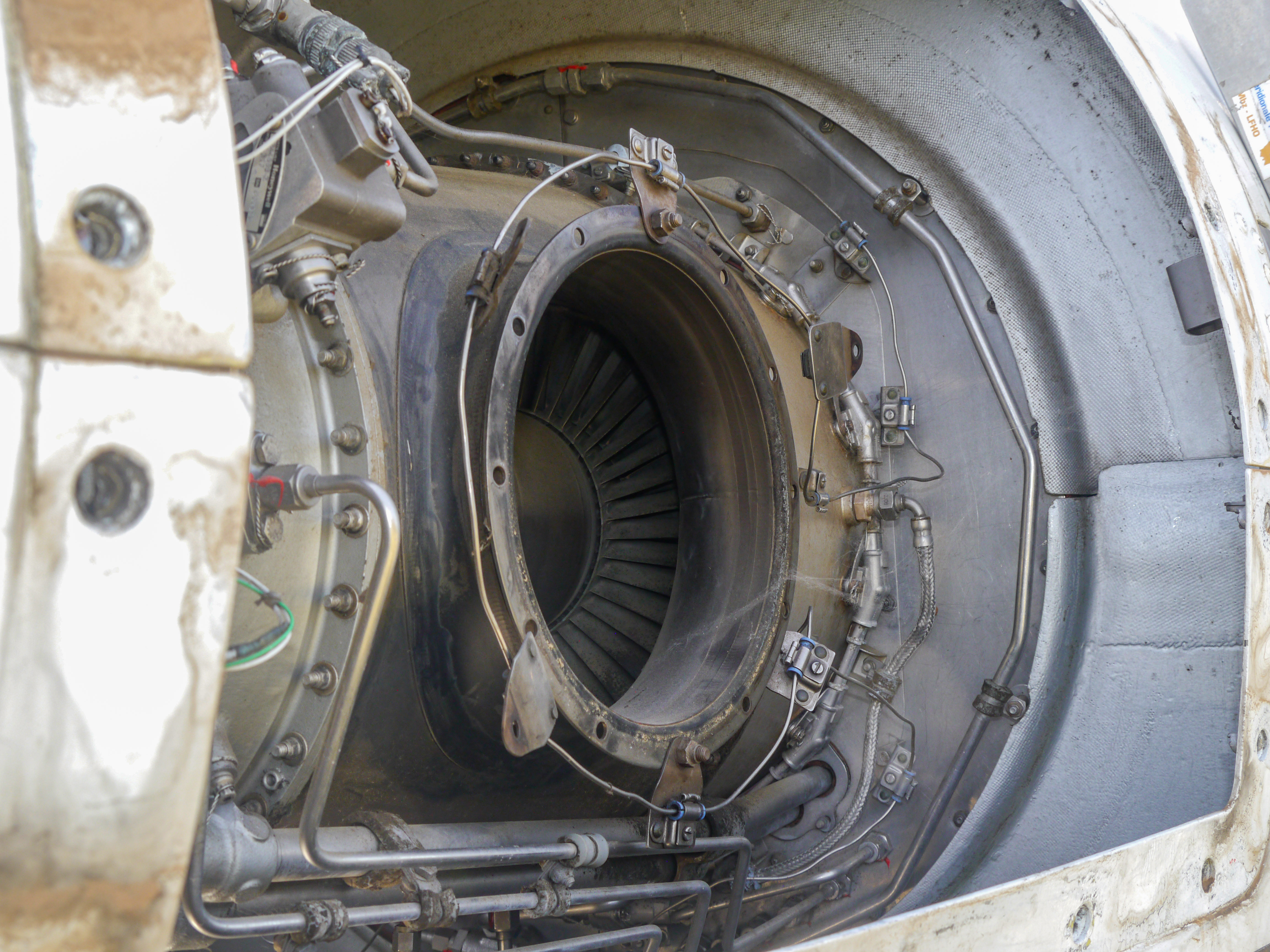
Sortie de la tuyère du moteur PT6, turbine visible.
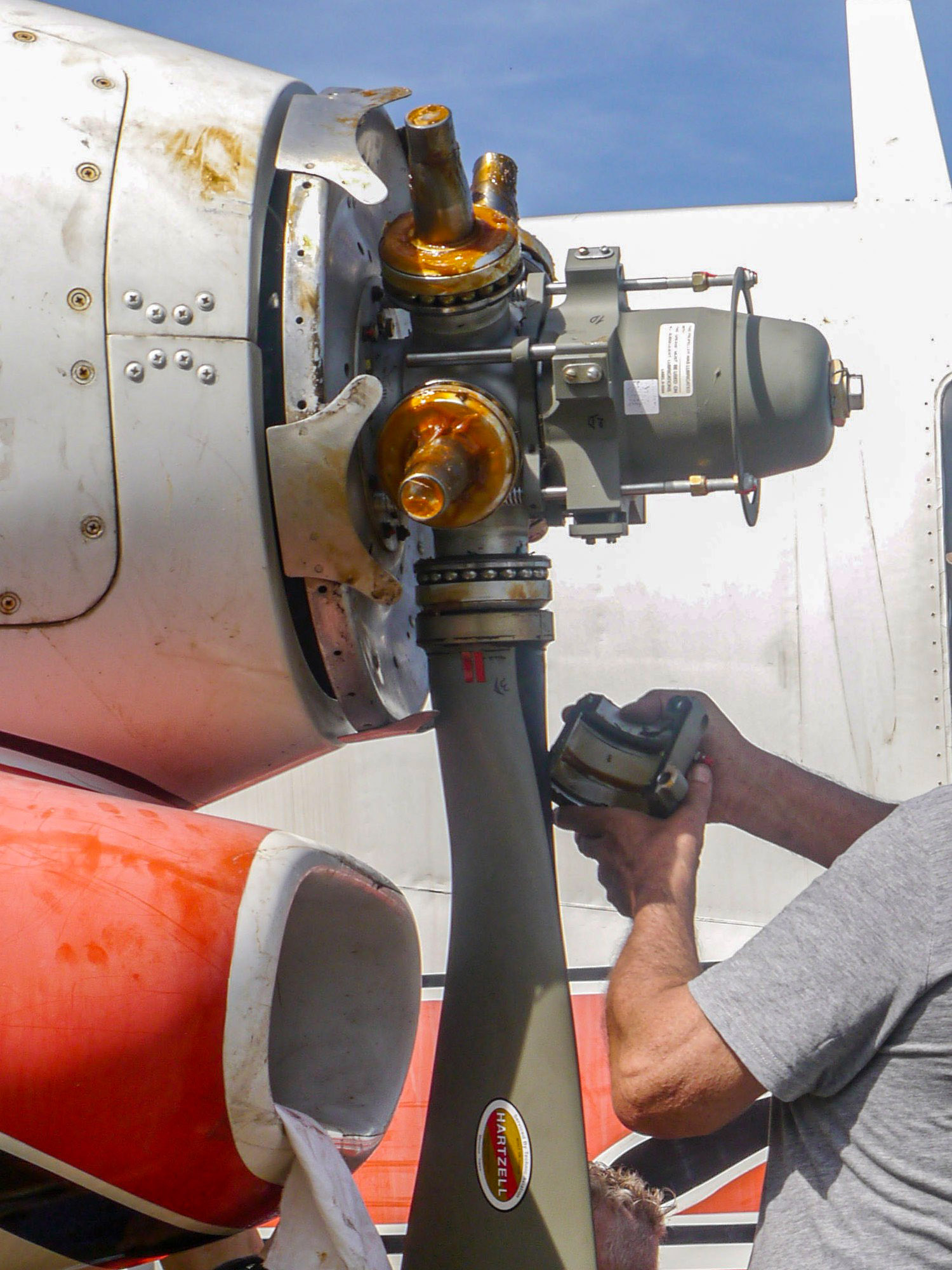
Montage d'une pale Hartzell.

### Poste de pilotage

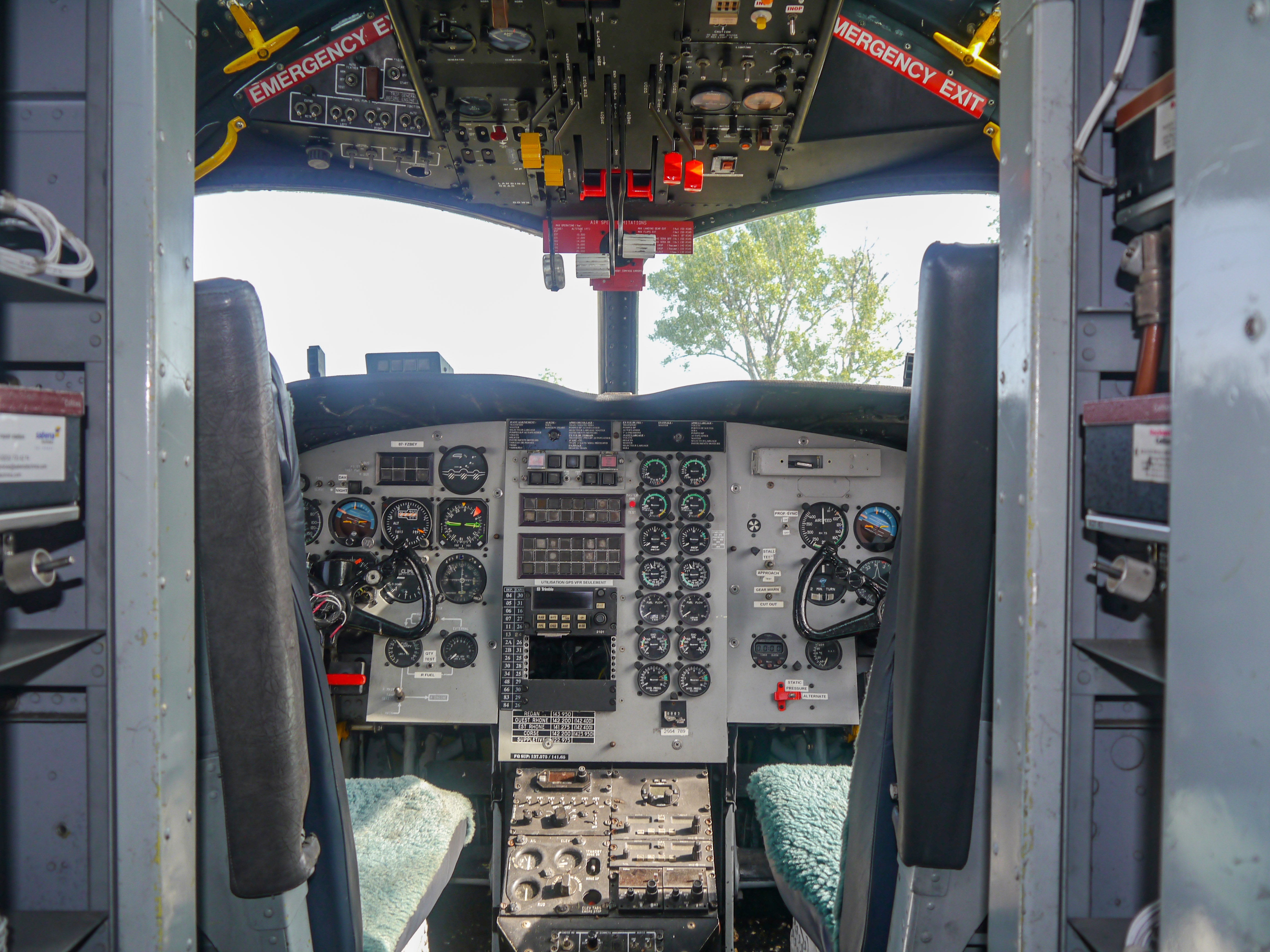
Entrée dans le cockpit.
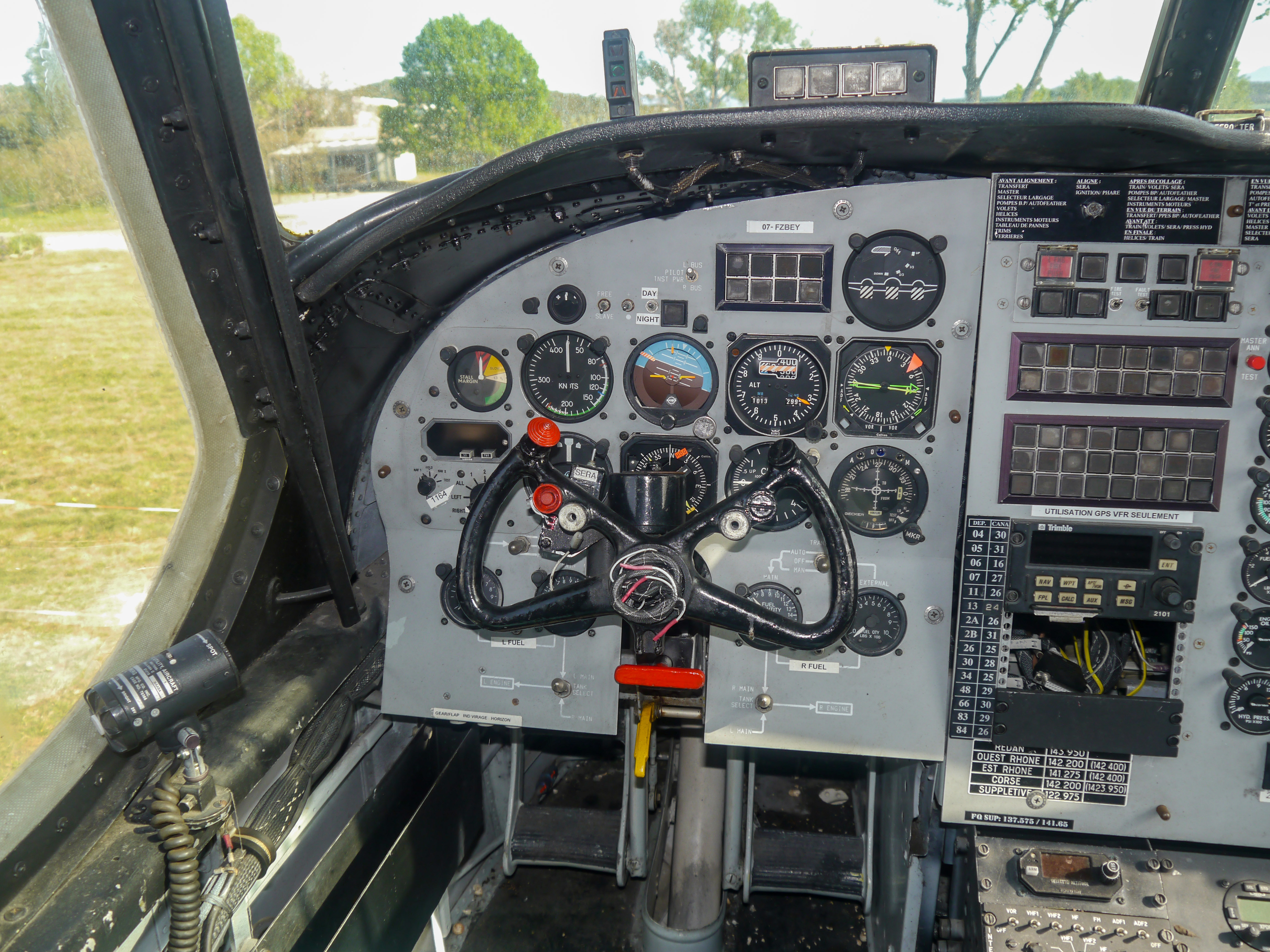
Côté pilote.
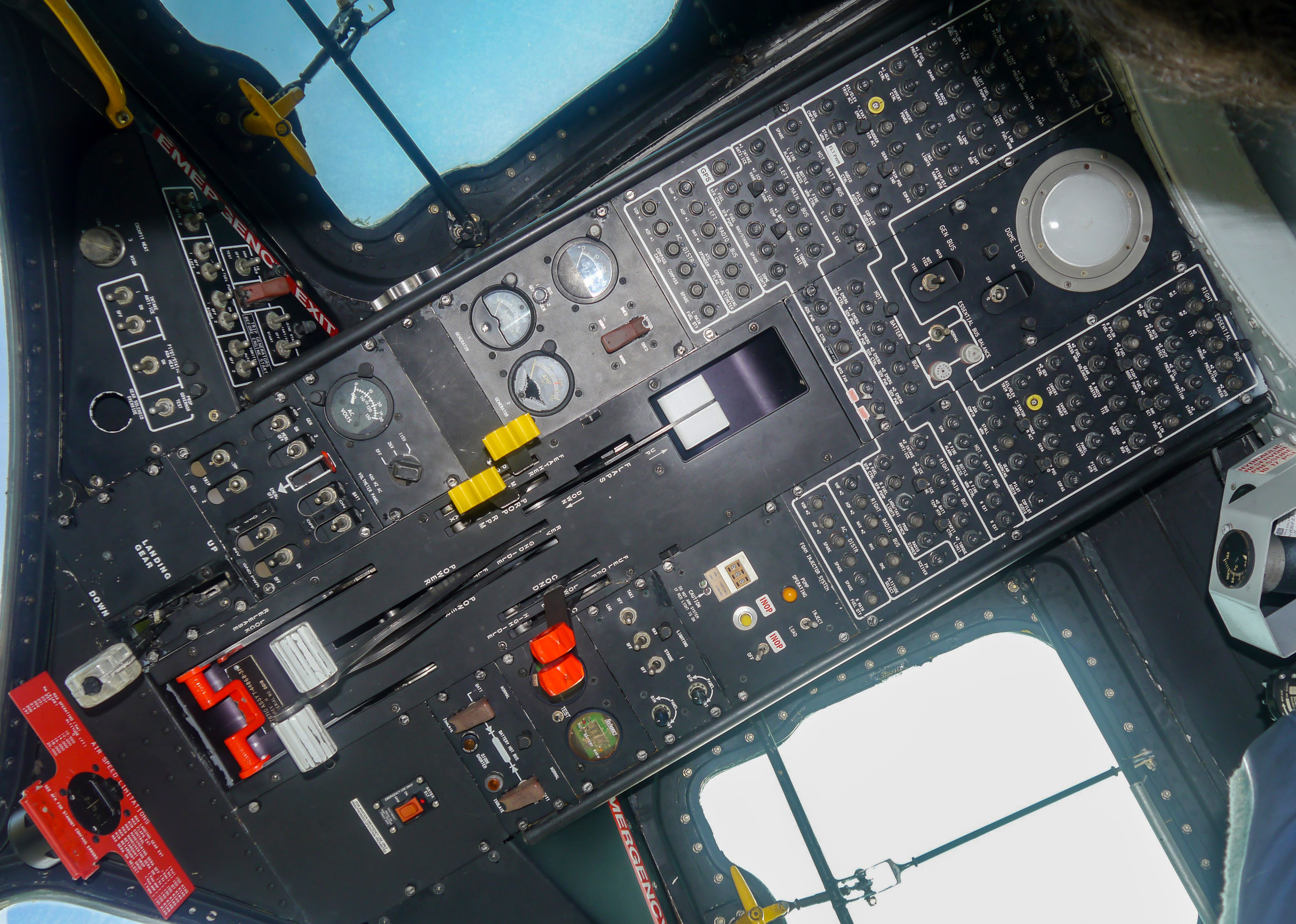
Commandes moteur au plafond du cockpit.
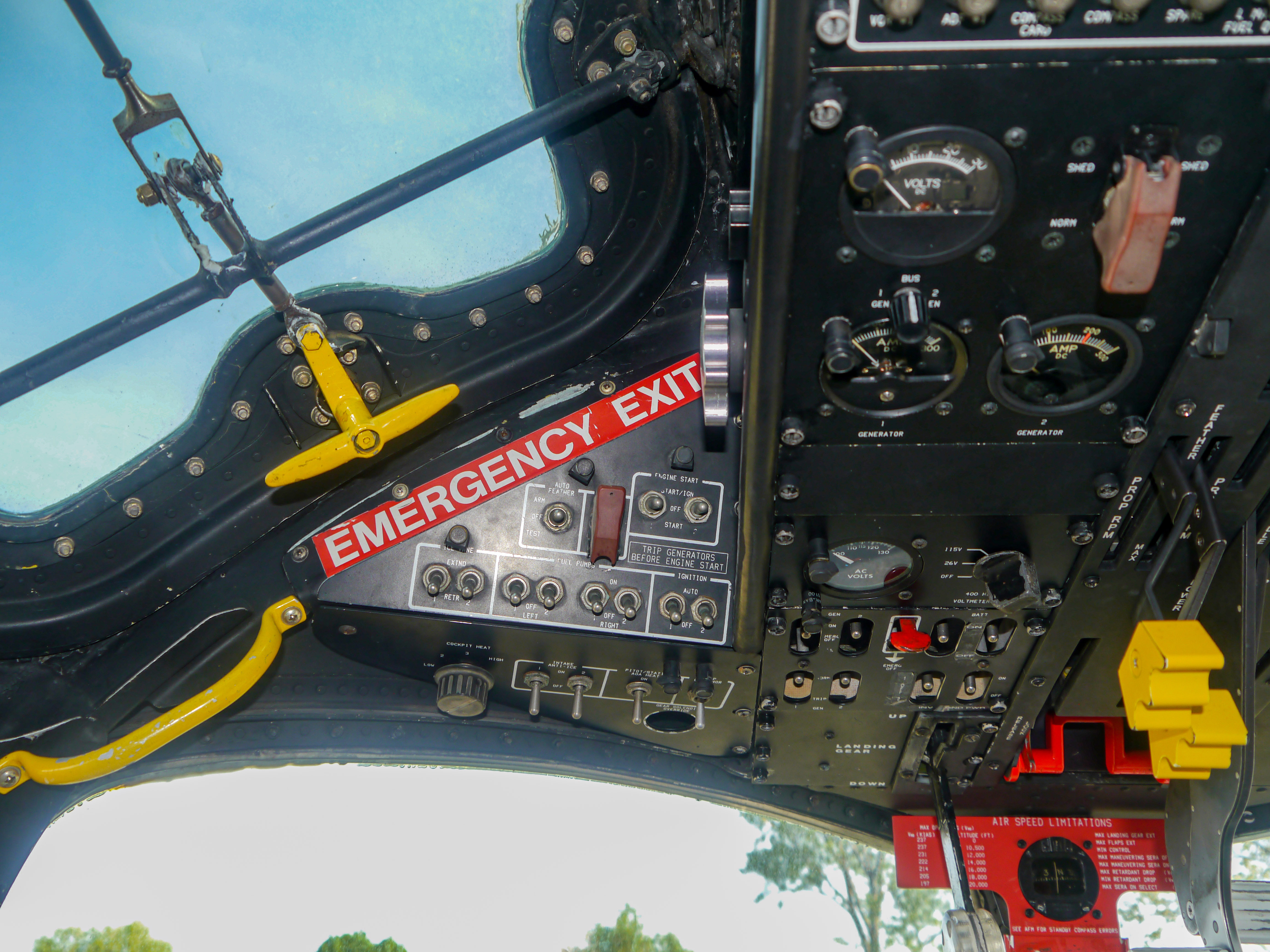
Panneau démarrage moteur et sortie de secours par le toit.

### Réservoirs
Le réservoir de retardant a une capacité de 3 300 litres et comprend quatre soutes sélectionnables.

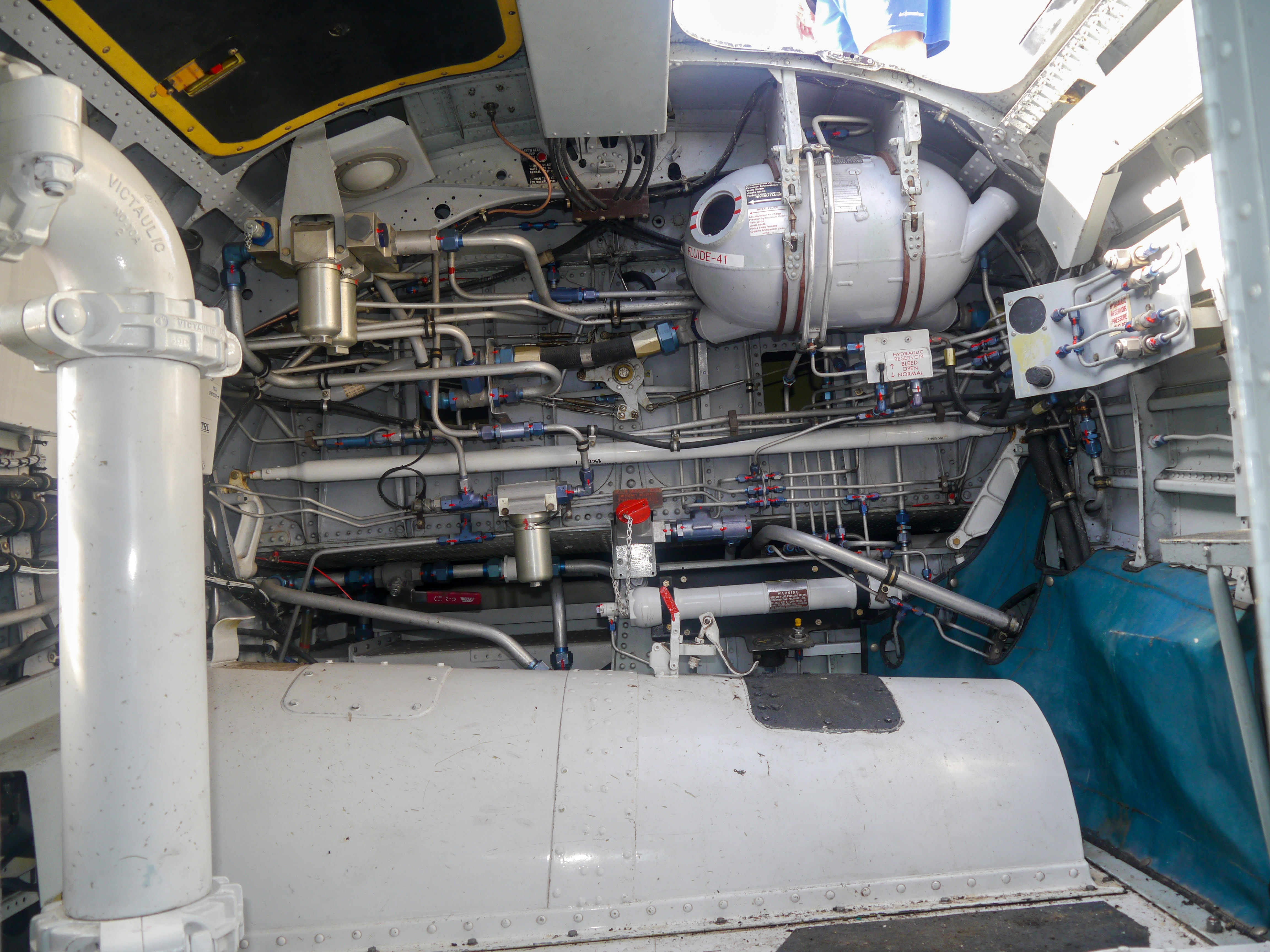
Intérieur, le réservoir se trouve sous le plancher de l'appareil.
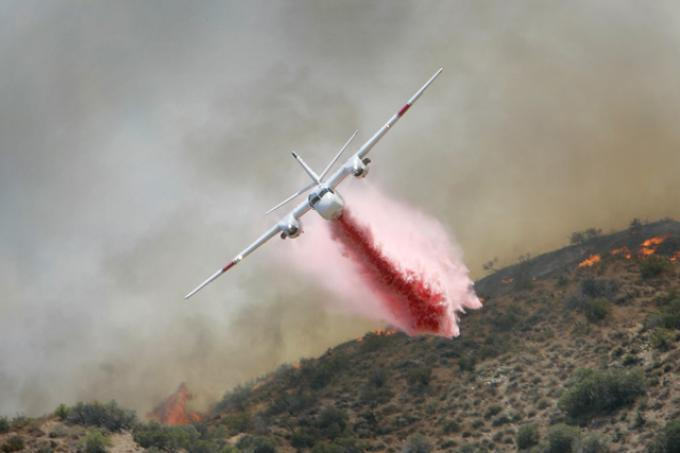
Un Tracker S-2FT du CAL FIRE (en) larguant du retardant.
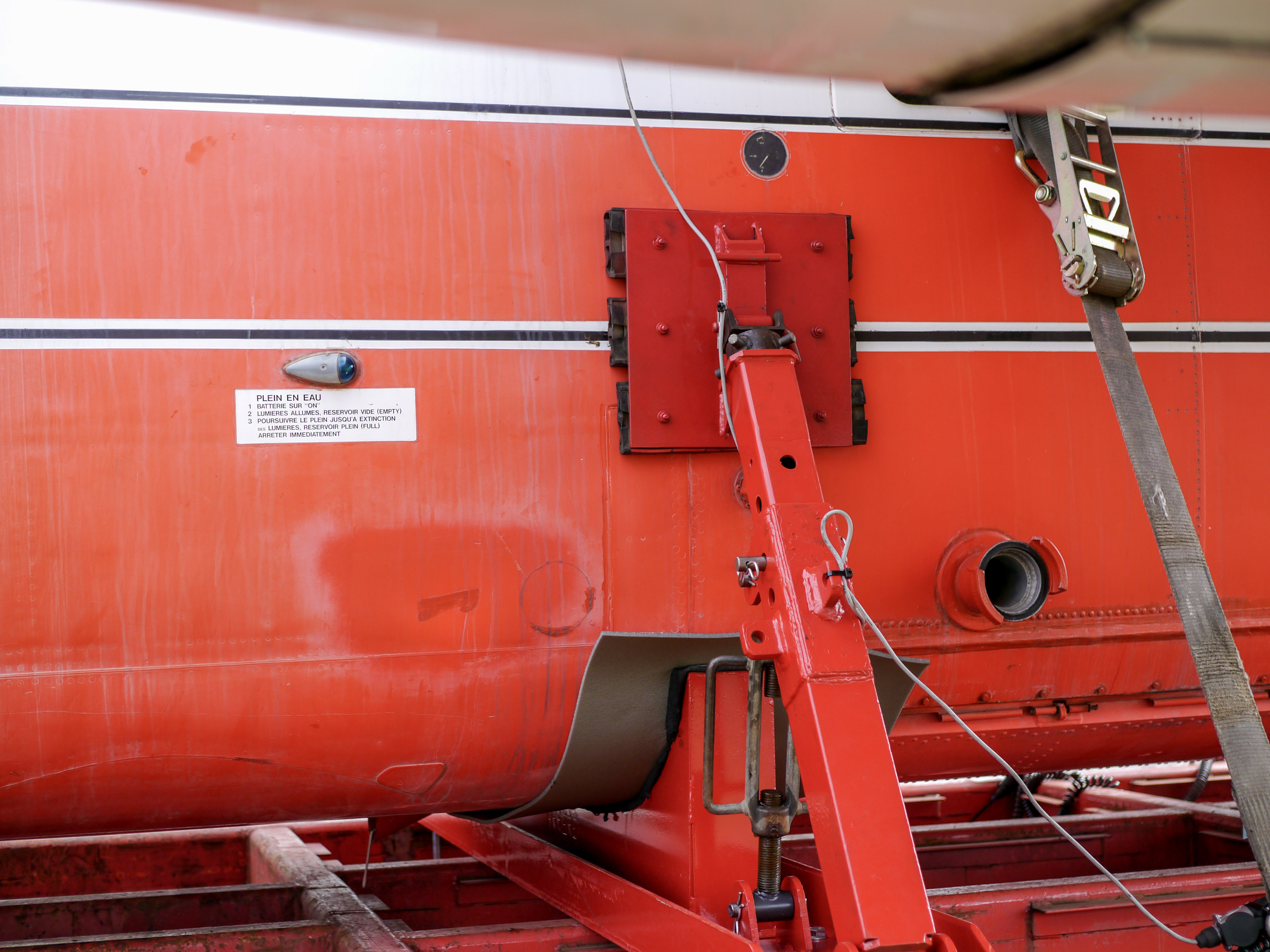
Orifice de remplissage de la cuve, et témoins de niveau.

## Accidents
Le 19 juillet 2005, un Tracker en lutte contre un incendie à Taradeau dans le Var touche la cime des arbres et s'écrase. Le pilote s'en sort indemne.
Le 20 août 2005, deux pilotes de la Sécurité civile française ont été tués dans l'accident de leur avion Tracker bombardier d'eau qui s'est écrasé en Ardèche pendant une intervention contre un feu de forêt,.
Le 2 août 2019, le Tracker 22 de la Sécurité civile française s'écrase à Générac lors d'une intervention sur un incendie dans le Gard, tuant le pilote.

## Exemplaires préservés
En septembre 2024, plusieurs Firecat et Turbo Firecat sont préservés en exposition ou meeting aérien. Dans ce tableau, ils sont triés par immatriculation.
| Site                                    | Type         | Immatriculation | Histoire |
| --------------------------------------- | ------------ | --------------- | --- |
| Canadian Museum of Flight               | Firecat      | C-FOPU          | Exposition dans un musée d'aviation.                                                                                              |
| Musée Reynolds-Alberta                  | Firecat      | C-GABC          | Exposition dans un musée,. |
| Aéroport Henry Potez d'Amiens           | TurboFirecat | F-AYFT          | Tracker 15 de la Sécurité Civile, aéronef récupéré pour participer à des meetings aériens,.                                       |
| Musée européen de l'aviation de chasse  | TurboFirecat | F-AYKM          | Tracker 24 de la sécurité civile maintenu en état de vol pour les meetings aériens.                                               |
| Musée de l'Aviation de Saint-Victoret   | Firecat      | F-ZBAU          | Tracker T2 de la Sécurité Civile, réformé en septembre 2006 puis vendu au musée de l'aviation de Saint-Victoret en novembre 2006. |
| Aérodrome d'Aubenas Ardèche méridionale | TurboFirecat | F-ZBEY          | Tracker 07 de la Sécurité Civile, racheté par l'association SOS Tracker 07 pour exposition statique,.                             |
| Ailes Anciennes Toulouse                | TurboFirecat | F-ZBAZ          | Tracker T01 de la Sécurité civile, a été récupéré Nîmes septembre 2023 pour être exposé sur le site de l'association à Blagnac.   |